# Proctocopis forficula
Proctocopis forficula là một loài bướm đêm thuộc phân họ Arctiinae, họ Erebidae.